# 父子明经坊
父子明经坊位于安徽省黄山市歙县县城徽城镇上路街，已列为歙县文物保护单位。
父子明经坊是上路街的三座牌坊之一，系明万历十六年(1588)地方政府建造的恩荣坊，高9.5米，题书“三世承恩”，用于旌表嘉靖四十一年进士、陕西按察使凌琯，其父诰赠中大夫凌相，其子举人、金华同知凌光伦。。此坊简洁无雕饰。